# The Specialist (film)
Pour plus de détails, voir Fiche technique et Distribution.
The Specialist (The Courier) est un film américain de Hany Abu-Assad, sorti directement en vidéo en 2012.

## Synopsis
Un coursier est payé par ses employeurs pour délivrer une mallette à un chef introuvable de la pègre mondiale. Sur son chemin, il est poursuivi par des gangsters et des policiers corrompus prêts à tout pour l'arrêter.

## Fiche technique
- Titre original : The Courier
- Titre français : The Specialist
- Réalisation : Hany Abu-Assad
- Scénario : Brannon Coombs et Pete Dris
- Musique : Nima Fakhrara
- Photographie : Antonio Calvache
- Montage : William Steinkamp
- Production : Michael Arata
- Société de distribution : Well Go USA
- Format : couleur
- Genre : thriller
- Langue originale : anglais
- Pays d'origine :  États-Unis
- Durée : 90 minutes
- Dates de sortie :  France : 13 août 2012 (directement en vidéo)

## Distribution
- Jeffrey Dean Morgan (VF : Jérôme Keen) : le coursier
- Mickey Rourke (VF : Michel Vigné) : Maxwell
- Josie Ho : Anna
- Til Schweiger (VF : Axel Kiener) : l'agent Lisby
- Lili Taylor (VF : Brigitte Berges) : Mme Capo
- Miguel Ferrer : M. Capo
- Mark Margolis : Stitch
- Alec Rayme : le kidnappeur

 Source et légende : version française (VF) sur RS Doublage